# 勒韦勒 (伊泽尔省)
勒韦勒（法語：Revel，法語發音：[ʁəvɛl] ⓘ）是法国伊泽尔省的一个市镇，位于该省中西部，属于格勒诺布尔区。

## 地理
勒韦勒（45°11'9"N, 5°52'5"E）面积29.55 平方千米，位于法国奥弗涅-罗讷-阿尔卑斯大区伊泽尔省，该省份为法国东南部内陆省份，北起顺时针与安省、萨瓦省、上阿尔卑斯省、德龙省、阿尔代什省、卢瓦尔省和罗讷省。
与勒韦勒接壤的市镇（或旧市镇、城区）包括：勒韦尔苏、圣马丹迪里亚日、尚鲁斯、阿勒蒙、拉孔布德朗塞、多梅讷、利韦和加韦、米里亚内特、旧圣让。

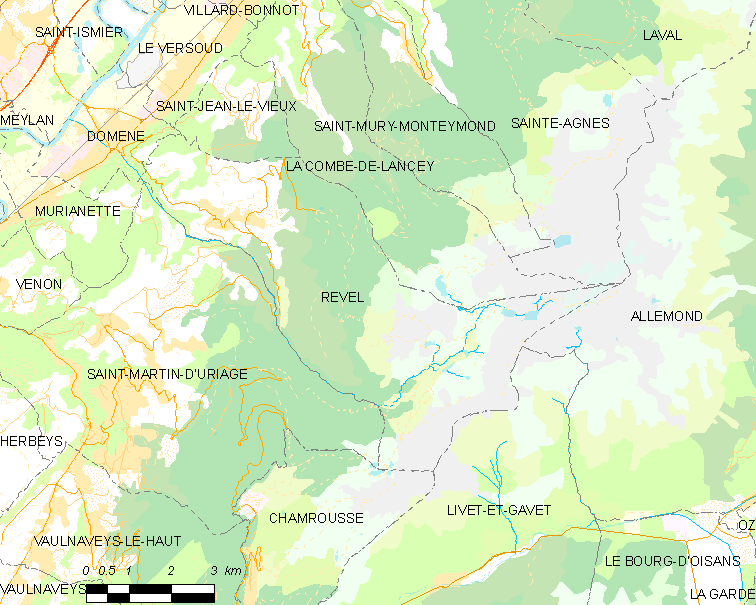
的OSM定位图

勒韦勒的时区为UTC+01:00、UTC+02:00（夏令时）。

## 行政
勒韦勒的邮政编码为38420，INSEE市镇编码为38334。

## 政治
勒韦勒所属的省级选区为中格雷西沃当县。

## 人口

1962-2008年间人口变化图示

勒韦勒于2022年1月1日时的人口数量为1323人。